# Olympiakos Pireus (fotbal)
PAE Olympiakos (řecky: ΠΑΕ Ολυμπιακός), obecně známý také jako Olympiakos Pireus nebo celým jménem Olympiakos Syndesmos Filathlon Peiraios (řecky: Oλυμπιακός Σύνδεσμος Φιλάθλων Πειραιώς, česky: Olympiakos klub fanoušků z Pirea) je profesionální řecký fotbalový klub sídlící ve městě Pireus, které je součásti aglomerace hlavního města Atény. Klub tradičně působí v nejvyšší řecké soutěži zvané Řecká Superliga. Fanoušci týmu Olympiakos jsou považováni za jedny z nejzapálenějších na světě.
Olympiakos je vůbec nejúspěšnějším řeckým klubem historie. Na kontě má již 48 mistrovských titulů, 29× triumfoval v Řeckém fotbalovém poháru a 4× v Řeckém Superpoháru. To je více než kterýkoliv jiný řecký klub. V celoevropských soutěžích pořádaných pod hlavičkou UEFA klub v sezóně 2023/24 vyhrál Konferenční liga UEFA a stal se tak prvním řeckým klubem, který získal evropský titul. Ve stejné sezóně vyhrál klubový tým do 19 let Juniorská liga UEFA a stal se tak prvním evropským klubem, který v jedné sezóně získal dva evropské tituly. V ostatních evropských soutěžích jsou jejich nejlepšími výsledky dvě čtvrtfinále – Liga mistrů UEFA 1998/99 a Pohár vítězů pohárů 1992/93. Po roce 2010 se dvakrát podařilo projít do jarního osmifinále Ligy mistrů, v roce 2010 a roce 2014.
Domácím stadionem klubu je Karaiskakis Stadium v Pireu s kapacitou více než 33 449 tisíc míst. Olympiakos je dle průzkumů z roku 2006 vůbec nejpopulárnějším řeckým klubem se 2,5 miliony fanoušků a v s počtem 86 000 registrovaných členů zaujímá deváté místo na světě. Největším rivalem je jiný klub z Atén, Panathinaikos. Jejich derby má název Derby věčných nepřátel (řecky: Ντέρμπι των αιωνίων αντιπάλων) a je mu přezdíváno Matka všech bitev.

## Historie

### Založení a rychlý úspěch

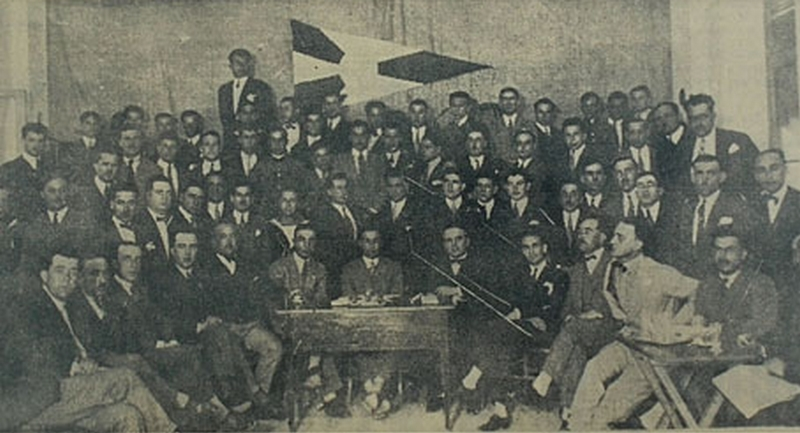
Historický sněm zakladatelů klubu

Nejslavnější řecký klub byl založen až v roce 1925, tedy v době, kdy například SK Slavia Praha už slavila 32. výročí své existence. Přesněji 10. března, kdy se "Piraikos Podosfairikos Omilos FC" a "Piraeus Fans Club FC", dva amatérské kluby z Pirea, dohodli na historickém sloučení. Paradoxně první problém byl už samotný název, na kterém se členové obou táborů nemohli shodnout. Řešení nabídl Notis Kamberos, který se upínal k myšlenkám Olympismu, jeho sportovní síle, étosu, ušlechtilé rivalitě a nakonec i samotné Olympijské myšlence, proto Olympiakos. Ústředním symbolem nově vzniklého loga byl profil olympionika.
Vedení klubu se ujala prosperující rodina Andrianopoulos, která v přístavu provozovala obchodní činnost. Bratři Yannis, Dinos, Giorgos, Vassilis a Leonidas za klub nastupovali a dovedli klub na cestu znamenající slávu. Úspěch se dostavil velmi rychle, krátce po založení, kdy se klub stal mistrem oblasti Pirea. Toto dokázal v letech 1925, 1926 a 1927. Legendární bratrská pětice poutala velkou pozornost a fanouškovská základna, složená převážně z dělnické třídy, se brzy rozrostla.
V roce 1926 byla založena řecká fotbalová federace a pro sezonu 1927/28 se konalo první celořecké fotbalové mistrovství. Účastnili se ho mistři místních lig EPSA (Athény), EPSP (Piraeus) a EPSM (Soluň). Olympiakos mezi nimi nebyl a titul získal Aris Soluň. V následující sezoně se mistrovství kvůli sporům s klubů s fotbalovou federací nekonalo, ale v sezoně 1929/30 se ho už účastnil i Olympiakos, který skončil na posledním, třetím místě. V sezoně 1930/31, při oficiálním čtvrtém (ve skutečnosti třetím) mistrovství už slavil Olympiakos titul a odstartoval tím velmi úspěšnou éru.
Do roku 1959, kdy byla řecká soutěž reorganizována, vyhrál Olympiakos, v systému regionálních kvalifikací, celkem 15 z 23 dokončených ročníků "Panhellenického mistrovství" a měl tak na kontě suverénně nejvíce titulů. V roce 1947 vyhrál také poprvé národní pohár a do zmíněného roku 1959 úspěch ještě 8x zopakoval. Šňůra šesti titulů mezi lety 1954–59 mu v kombinaci se čtyřmi triumfy v poháru vynesla přezdívku Thrylos, znamenající legendy. V této době zde hráli klíčoví hráči jako Andreas Mouratis, Ilias Rossidis, Thanassis Bebis, Elias Yfantis, Kostas Polychroniou, Giorgos Darivas či Savas Theodoridis.

### Reorganizace soutěže a ztráta dominance
V roce 1959, stejně jako u turecké Süper Lig, proběhla v řeckém fotbalu reorganizace systému soutěží, a to kvůli účasti v Evropských pohárech. "Panhellenické mistrovství" bylo zrušeno a pro sezonu 1959/60 ho nahradila Alpha Ethniki, dnes známá jako Ellada Superleague. Olympiakos dlouhých šest let nemohl zamířit na nejvyšší metu a stále obsazoval jen druhé a třetí příčky. Prvního titulu v novém formátu se dočkal až v sezoně 1965/66. V následující sezoně ho obhájil, ale nově vzniklé lize už kraloval úhlavní rival Panathinaikos.
Nová kapitola přichází v roce 1972, poté co se prezidentem klubu stává Nikos Goulandris. Trenérem je jmenován Lakis Petropoulos o do týmu přichází například Giorgos Delikaris, Yves Triantafyllos, Julio Losada, Milton Viera či Dimitris Persidis. Od října 1972 do dubna 1974 byl Olympiakos v lize neporažen napříč 58 zápasy. Klub po pěti letech půstu získává opět titul a v sezoně 1974/75 dokončuje zlatý hattrick, čímž zaokrouhluje počet titulů na 20 a nad logem se objevuje druhá hvězda. Vrcholem tohoto období byla sezona 1973/74, kdy tým ustanovil se ziskem 59 bodů nový rekord a vstřelil a rekordních 102 branek. V letech 1973 a 1975 navíc získává domácí pohár. Na mezinárodním poli se mu však stále nedaří přejít přes úvodní kola.
Zkraje 80. let se Alpha Ethniki stává profesionální soutěží a Olympiakos změna svědčí. Vyhrává čtyřikrát v řadě titul (1980, 1981, 1982, 1983) a zdá se, že se opět stává dominantním řeckým klubem. Ale poté přichází nejtemnější období historie klubu. V sezoně 1986/87 získává 25. titul a o rok později mění majitele. Tím se stává George Koskotas, bankovní spekulant a podnikatel ve finančním sektoru. Klub se propadá do průměru a majitel ho posléze opouští ve finanční tísni. Olympiakos je devět let (1988–96) bez zisku titulu, což je nejdelší období v historii. Tomuto období se v anglickém dialektu říká Olympiacos' stone years.

### Návrat na výsluní a moderní dominance

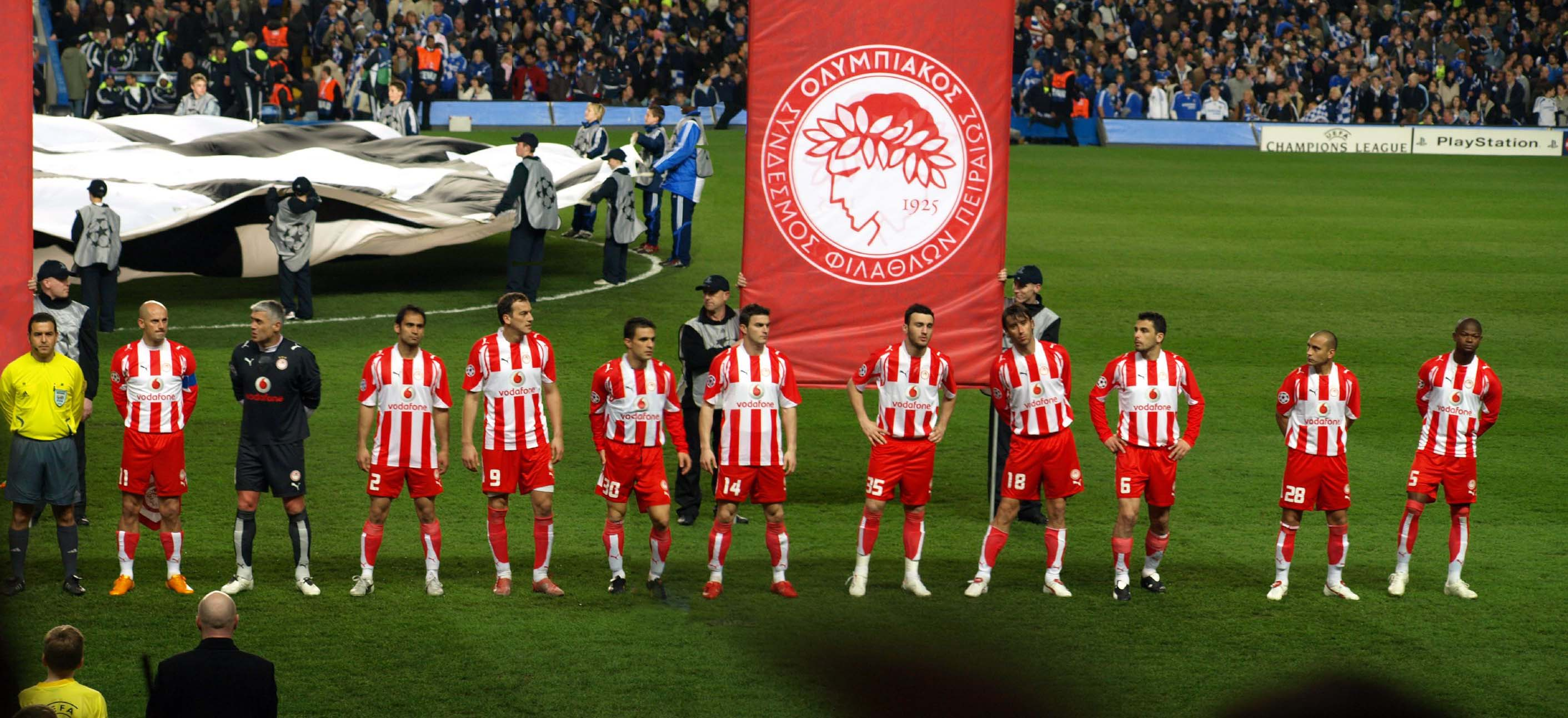
Osmifinálová odveta Ligy mistrů UEFA 2007/08. Na Stamford Bridge s Chelsea 0:3

V roce 1996 už je klub finančně stabilizován a znovu touží po úspěchu. Prezidentem je už třetím rokem Sokratis Kokkalis a v sezoně 1996/97 se je týmu podaří získat kýžený titul. V sezoně 1997/98 se navíc poprvé probojoval do základní skupiny Ligy mistrů. Následně vyhrává dalších šest řeckých titulů a v řadě tedy sedm. Tyto úspěchy začínají do klubu přitahovat slavná jména jako Zlatko Zahović, Giovanni, Rivaldo či Christian Karembeu. V sezoně 1998/99 zaznamenává Olympiakos největší úspěch v rámci Evropských pohárů, když zvítězil v základní Skupině A Ligy mistrů a poprvé postoupil do čtvrtfinále. V něm narazil na Juventus FC a o jedinou branku dvojutkání prohrává.
I přes časté změny na trenérském postu se týmu daří vítězit. V sezoně 2003/04 poprvé po sedmi letech o dva body ztrácí titul a ze strachu z návratu hubených let přivádí posily. Jednou z nich je i Fotbalista roku 1999, Brazilec Rivaldo. Velká persona na sklonku kariéry přináší "double" ze sezon 2004/05 a 2005/06, přičemž klub láme řadu rekordů. Díky titulům z domácí soutěže i díky dobrému postavení Řecka na žebříčku UEFA, se pravidelně účastní základních skupin Ligy mistrů.
V sezoně 2006/07 získává už 35. ligový titul a do klubu přichází další posily jako Vasilis Torosidis, Darko Kovačević a Luciano Galletti. Zároveň uskutečňuje nejlukrativnější obchod v historii řecké ligy, kdy prodává záložníka Neryho Castilla do ukrajinského FK Šachtar Doněck za 20 milionů eur. V souladu se smlouvou dostává Olympiakos ale jen 15 mil €, zbylých pět obdržel hráč. Klub překvapivě neprodloužil smlouvu Rivaldovi a ten tak odchází do konkurenčního AEK Athény.
I ročník 2007/08 znamená zisk titulu. Navíc Olympiakos znovu vyhrává i řecký pohár a v Lize mistrů UEFA (2007/08) po deseti letech podruhé postupuje ze základní skupiny. V osmifinále naráží na Chelsea a s favoritem, po domácí remíze 0:0, ztrácí naděje až v odvetě, kterou prohrává 0:3.
Mezi lety 2004–09 získal Olympiakos pět titulů v řadě, k tomu přidal čtyři vítězství v domácím poháru. V sezoně 2009/10 sice získává titul Panathinaikos, ale nástup a hlavně dopady finanční krize zasazuje největším soupeřům Olympiakosu tvrdou ránu. Panathinaikos skončil v sezoně 2012/13 až na 6. místě, se ztrátou 37 bodů na mistrovský klub z Pirea. Další velikán, AEK Athény, získal pouhých 27 bodů a poprvé v historii sestoupil z nejvyšší soutěže. Olympiakos v poklidu získal jubilejní 40. mistrovský titul, nad logo připojil čtvrtou hvězdu a upevnil si post nejdominantnějšího klubu na domácí scéně ve fotbalově vyspělých evropských zemích.

### Současnost
Dne 18. června 2010 se stal prezidentem Evangelos Marinakis namísto Sokratise Kokkalise a kromě hráčských posil (Albert Riera, Marko Pantelić a další) si zajistil návrat španělského trenéra Ernesta Valverdeho, který tu mezi roky 2008–2009 již působil. Ligová sezóna byla úspěšná, doprovázená atraktivním fotbalem a skončila 38. mistrovským titulem.
V další sezóně se tým obohacený o fotbalisty Ivána Marcana, Jeana Makouna či Pabla Orbaize musel popasovat se skupinou Ligy mistrů UEFA ve složení Arsenal, Borussia Dortmund, Olympique Marseille a Olympiakos. Valverdeho svěřenci porazili Borussii i Arsenal, ziskem devíti bodů ale skončili třetí a přesunuli se do vyřazovací fáze Evropské ligy. Jejich evropská pouť skončila dvojzápasem osmifinále. V řecké lize a poháru si Olympiakos dokráčel pro trofeje a vybojoval 15. double v klubové historii.
Valverdeho v létě roku 2012 nahradil Portugalec Leonardo Jardim, ten se však přes postup do jarních bojů v Evropské lize a neporazitelnost v lize dočkal propuštění a byl tak sám nahrazen Španělem Míchelem Gonzálezem. Pod jeho vedením se fanoušci radovali z dalšího double. Toho bylo dosaženo v pohárovém finále a totiž výhrou 3:1 proti Asteras Tripolis.

## Získané trofeje

### Vyhrané domácí soutěže
- Řecká Superliga ( 48× )[10]
  - 1930/31, 1932/33, 1933/34, 1935/36, 1936/37, 1937/38, 1946/47, 1947/48, 1950/51, 1953/54 
1954/55, 1955/56, 1956/57, 1957/58, 1958/59, 1965/66, 1966/67, 1972/73, 1973/74, 1974/75 
1979/80, 1980/81, 1981/82, 1982/83, 1986/87, 1996/97, 1997/98, 1998/99, 1999/00, 2000/01 
2001/02, 2002/03, 2004/05, 2005/06, 2006/07, 2007/08, 2008/09, 2010/11, 2011/12, 2012/13 
 2013/14, 2014/15, 2015/16, 2016/17, 2019/20, 2020/21, 2021/22, 2024/25

- Řecký fotbalový pohár ( 29× )[11]
  - 1947, 1951, 1952, 1953, 1954, 1957, 1958, 1959, 1960, 1961, 1963, 1965, 1968, 1971, 1973, 1975, 1981, 1990, 1992, 1999, 2005, 2006, 2008, 2009, 2012, 2013, 2015, 2020, 2025

- Řecký Superpohár (nepravidelný) ( 4× )[12]
  - 1980*, 1987, 1992, 2007 
* neoficiální

- Football Cup of Greater Greece ( 3× )
(zápas mezi vítězi řecké a kyperské ligy - hrálo se mezi lety 1969-76)
  - 1969, 1972, 1976

- Balkanski cup (1×)
  - 1963

### Vyhrané mezinárodní soutěže
- Konferenční liga UEFA ( 1x )
  - 2023/24

## Klubová kultura

### Rivalita s Panathinaikosem

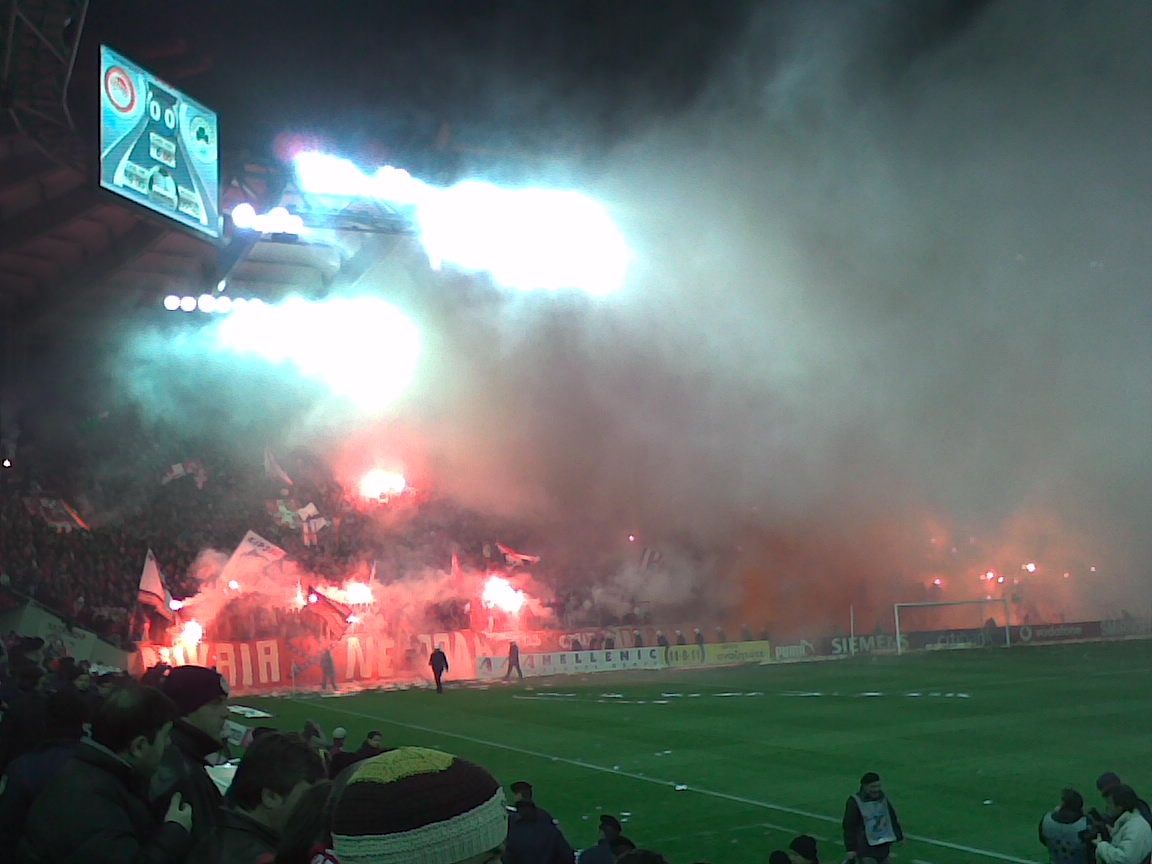
Atmosféra na onehdy novém stadionu Karaiskaki 15. ledna 2006 před zápasem domácího Olympiakosu s Panathinaikosem

Souboji dvou z nejúspěšnějších klubů Řecka – Olympiakosu a Panathinaikosu – se přezdívá Derby věčných nepřátel, případně Matka všech bitev. Derby má svůj původ v raných časech 20. století, kdy se v roce 1908 objevil klub pojmenovaný Panathinaikos, oblíbený mezi vyššími vrstvami obyvatel, načež byl o 16 let později založen Olympiakos populární mezi dělnickou třídou pracující v docích a přístavu a přidružených oblastech. Ač toto dělení postupem času uvadlo, vzájemná nevraživost zůstala a prostoupila také další sporty – basketbal, vodní pólo i ženský volejbal.
Regionální charakter derby je dán skutečností, že byl Pireus v minulosti samostatným městem, jeho růst podepřený přistěhovalectvím ze všech koutů země ale vedl znovu ke propojení s Athénami. Kvůli blízkosti přístavu jsou příznivci Olympiakosu svými rivaly posměšně nazýváni gavroi, toto slovo označuje jistý druh ryby.
Na první fotbalový zápas mezi těmito kluby došlo během června roku 1930, tehdy se po výsledku 8:2 radovali hráči Panathinaikosu a i v roce 2021 se jedná o rekordní výhru jednoho z týmů nad tím druhým. Až 20. vzájemné střetnutí skončilo remízou. Olympiakos postupně začal mít navrch a v sezóně 2005/06 v dramatickém závěru ukořistil výhru 3:2 v předposledním zápase díky dvěma gólům Rivalda, aby v posledním zápase přehrál Iraklis 1:0 a o bod získal titul před athénským rivalem.
Zápasy nezřídka doprovázejí nepokoje anebo násilnosti. V listopadu 2015 zasáhla útočníka Olympiakosu Alfreða Finnbogasona světlice ještě před začátkem zápasu, který se nakonec neodehrál. Poté co rozhodčí oficiálně ukončil nerozehraný zápas, vtrhli domácí fanoušci Panathinaikosu na hřiště, později jich bylo 50 zatčeno. Fanoušci hostů na stadionu nebyli, neboť řecká liga incidentům předchází zákazem výjezdů. V některých případech došlo při střetu znepřátelených fanouškovských táborů ke smrti.

### Rivalita s AEK Athény
Derby mezi Olympiakosem a AEK Athény je střet historicky nejúspěšnějšího klubu Řecka se třetím nejúspěšnějším, co se mistrovských titulů týče. Oba kluby byly založeny mezi roky 1924–1925 a střetávají se od raných 30. let. Též AEK Athény byl zpočátku klubem vyšších vrstev. Vzhledem k poloze obou klubů se jedná spíše o Attické derby než derby Athén. Nejlepším střelcem derby za Olympiakos je Predrag Djordjević (10 gólů). Ve dresu AEK Athény se nejvíce činil Mimis Papaioannou (14 gólů).
Březnová výhra Olympiakosu 6:0 ve druhé jarní polovině sezóny 2010/11 přispěla k zisku titulu a zároveň srovnala derbyový rekord položený Olympiakosem o 30 let dříve.
Přestože si někteří hráči vyzkoušeli dres obou týmů, se ani v roce 2013 zatím nikomu nepodařilo vstřelit gól AEK za Olympiakos a zároveň Olympiakosu za AEK. Známí hráči, kteří tuto možnost měli, čítají Rivalda nebo Rafika Džebúra. Trenéři Oleg Blochin a Ewald Lienen si také vyzkoušeli angažmá u obou dvou.

### Barvy a dresy

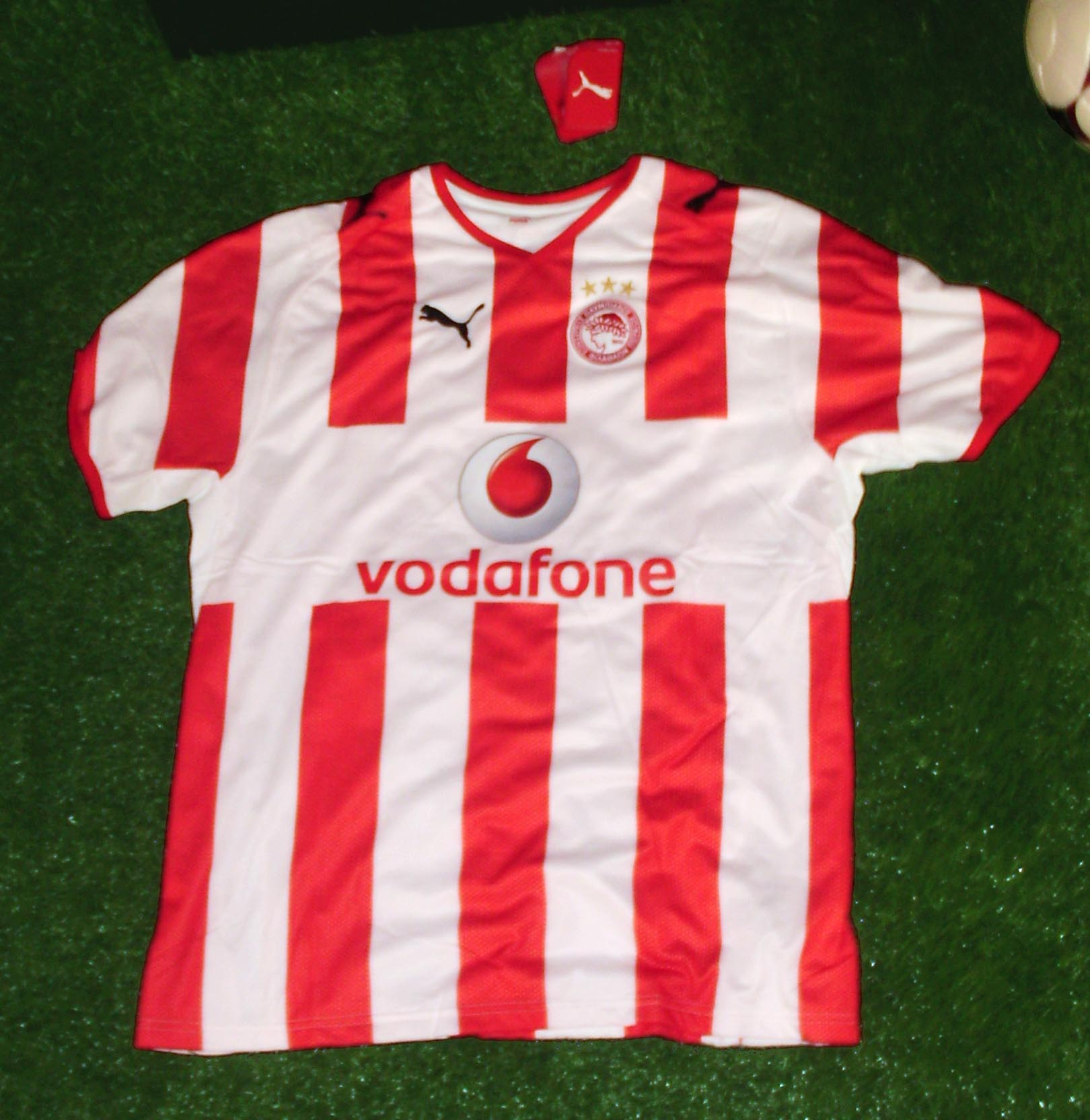
Dres pro sezonu 2008–09

Když v roce 1925 vznikl sloučením dvou klubů z Pirea, Athlitikos Podosfairikos syllogos Pireos a Omilos Filathlon Pireos, nový fotbalový klub, byl později jednomyslně pokřtěn jako Olympiacos klub fanoušků z Pirea. Název byl inspirován Antickými olympijskými hrami, postavenými na úctě k morálce, soupeř a kráse lidského těla i duše, která reprezentuje Starověké Řecko. Proto klub přijal do znaku muže, který symbolizuje olympijského vítěze. Ten pak prodělal v průběhu času drobné změny. Jako barvy byly vybrány červená a bílá; červená symbolizuje vášeň a bílá ctnosti.
Typický dres týmu se skládá z trika s červenými a bílými svislými pruhy. Červené nebo bílé šortky jsou doplněny stejně barvenými stulpny. Dres se v průběhu času měnil, rozdílnosti můžeme vidět například v různé tloušťce pruhů, vždy byl ale domácí dres červeno-bílý. Alternativní kombinace, určená především pro venkovní utkání byla buď celobílá nebo celočervená s bílou či červenou dekórou. V minulosti se objevoval i třetí dres, obvykle s netradiční barvou, například černou nebo stříbrnou. Níže můžete vidět tradiční barevné kombinace (u každého dresu je uveden rok, kdy se používal):
| 1971 | 1978 | 1979 | 1985 | 2008–09 | 2009–10 | 2010–11 |